# Adelio Pagliarani
(Adelio Pagliarani)
Adelio Pagliarani (Vergiano, 28 aprile 1925 – Rimini, 16 agosto 1944) è stato un partigiano italiano.

## Biografia

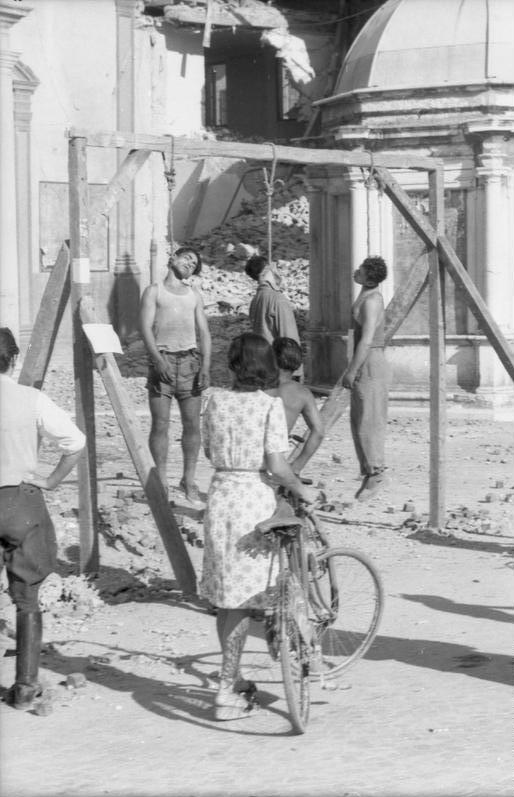
Fotografia del patibolo scattata dalle truppe tedesche.

Contadino, secondo di quattro figli, dopo l'8 settembre 1943 entrò a far parte della Resistenza riminese nel novembre dello stesso anno. Nel 1944 entrò a far parte del 2º distaccamento del battaglione di Rimini della 29ª Brigata GAP "Gastone Sozzi". Durante un'operazione di sabotaggio a una trebbiatrice, con l'obiettivo di impedire la raccolta del grano da consegnare ai nazifascisti, un gappista riminese fu riconosciuto e denunciato. Catturato, fu costretto sotto tortura a denunciare i compagni di lotta.
Grazie al queste informazioni Adelio con i compagni Mario Capelli e Luigi Nicolò vennero sorpresi il 14 agosto dai nazifascisti presso una delle due basi d'appoggio partigiane, situata presso la vecchia caserma di Via Ducale, nel centro storico di Rimini, mentre un quarto partigiano che era con loro, Alfredo Cecchetti, si salvò fortunosamente.
Imprigionato, torturato e infine processato assieme ai suoi compagni da un tribunale tedesco, riconosciuto con loro colpevole in quanto "trovati in complotto in un deposito clandestino di armi e munizioni a scopo terroristico e confessi di delitti compiuti contro la Nazione", Adelio Pagliarani il 16 agosto fu condotto nella centrale piazza Giulio Cesare di Rimini ed impiccato assieme ai "banditi" Mario Capelli e Luigi Nicolò. Da quel momento in poi essi furono definiti i Tre Martiri, diventando simbolo della Resistenza e dei caduti nella lotta di Liberazione nel territorio della Provincia di Rimini.

## Riconoscimenti
Nel 1944, una volta liberata Rimini dai nazifascisti, in memoria di Pagliarani e dei suoi due compagni fu mutata l'intitolazione della piazza ove era avvenuta l'esecuzione, assumendo l'attuale denominazione Piazza Tre Martiri.

Una via della città porta il nome di Adelio Pagliarani.